# طاش 9 (مسلسل)
طاش ما طاش 9، مسلسل كوميدي سعودي من إنتاج التلفزيون السعودي، والعرض الأول كان في (17 نوفمبر 2001). تأليف عبد الله السدحان وناصر القصبي وإخراج عبد الخالق الغانم.

## فريق الممثلين
من بطولة الممثلين:
- عبد الله السدحان
- ناصر القصبي

## وصلات خارجية
صفحة المسلسل على موقع السينما